# Aproximante lateral alveolar velarizada
| Aproximante lateral alveolar velarizada | Aproximante lateral alveolar velarizada |
| --------------------------------------- | --------------------------------------- |
| AFI – número                            | 209                                     |
| AFI – Unicode                           | ɫ                                       |
| AFI – imagem                            |                                         |
| Entidade HTML                           | &#619;                                  |
| X-SAMPA                                 | 5                                       |
| Kirshenbaum                             | l<vzd>                                  |
| Som Exemplo                             |                                         |

A aproximante lateral alveolar velarizada é um tipo de fone consonantal empregado em alguns idiomas. O símbolo deste som no Alfabeto Fonético Internacional é "ɫ". A velarização está geralmente associada a articulações dentais, enquanto que o l normal tende a ter uma articulação alveolar. Este som acontece na pronúncia europeia do português em palavras como "Brasil".

## Características
- O seu modo de articulação é aproximante.
- O seu ponto de articulação é dental ou alveolar.
- É sonora em relação ao papel das pregas vocais.
- É oral em relação ao papel das cavidades bucal e nasal.